# Lipová (Přerov)
Lipová (in tedesco Lipowa) è un comune della Repubblica Ceca facente parte del distretto di Přerov, nella regione di Olomouc.